# ابتسام الدخيل
ابتسام برتو دخيل صحفية وكاتبة عراقية إتهمت بالتعاون مع القوات العراقية أثناء الغزو العراقي للكويت عام 1990.

## حياتها
ولدت في البصرة، حازت على دبلوم في الصحافة، انتقلت إلى دولة الكويت حيث تزوجت رجلا كويتيا ونالت بعدها الجنسية انفصلت عنه لاحقا لتتزوج من رجل عربي رزقت منه بثلاثة بنات توفي زوجها لاحقا.

## تعاونها مع القوات العراقية في الغزو
في أول أيام الغزو العراقي للكويت في أغسطس عام 1990 عند إصدار جريدة النداء العراقية في الكويت التي كانت تمدح النظام العراقي الأسبق وحزب البعث وتنتقد النظام الحاكم في الكويت كانت ابتسام تكتب مقالات عدة باسم مستعار وهو «نداء سلمان».

## محاكمتها
اُعتقلت في حزيران عام 1991 وحكم عليها في جلسة 15 يونيو 1991 حبسا مؤبدا عما أسند إليها من تهم، منها لعملهما في جريدة النداء والتي تعتبر صحيفة عميلة كانت تحت الاحتلال العراقي للكويت  وبكونها مجنسّة كويتية من أصل عراقي جرّدت من جنسيتها نتيجة الإدانة، وأثناء المحاكمة
ظهرت في المحكمة مرتدية عباءة سوداء وخمار يغطيها كلها. فطلب منها القاضي رفعه عن وجهها. عندئذ سألته: هل هذا مسموح في ظل الشريعة الإسلامية؟ فرد عليها بالإيجاب، ثم أبرز امام المحكمة مقالة من النداء حملت صورتها وموقعة باسم نداء سليمان. فأجابت بأن تلك الصورة عائدة لها، مضيفة ان الاسم يعود لصحافية عراقية كتبت تلك المقالة فعليا. واعترفت الدخيل، خلال الجلسة الأولى أنها عملت في الجريدة، لكنها لم تفعل ذلك الا لحماية بناتها من القوات العراقية الذين هددوا باغتصابهن. واضافت انها لم تقبض أي مبالغ مالية من عملها هذا وانها رفضت منح العراقيين تفاصيل عن حسابها المصرفي.

ابتسام الدخيل وهي في قاعة المحكمة مرتدية البرقع

## الإفراج عنها ومغادرتها الكويت
صدر العفو الأميري في عام 2002م بعد تنفيذها الحكم من 26 فبراير 1991م. تولى الدفاع عنها المحامي «عبد المجيد خريبط» بعدما تقدم لها بطلب اللجوء نيابة عن موكلته للمفوضية السامية لشؤون اللاجئين للبحث لها عن أي دولة تستقبلها بعد الإفراج عنها وترحيلها للبلد الذي تختاره متوجهة إلى العراق.

## إغتيالها
بعد الغزو الأمريكي للعراق والعنف الذي شهده الشارع العراقي تم اغتيالها في البصرة على إيدي مسلحين مجهولي الهوية نهاية العام 2004.